# Feliks Pociejewski
Feliks Pociejewski (ur. 18 maja 1921 w Pabianicach, zm. 7 września 1972 tamże)  ̶  metalowiec, działacz społeczny  Polskiego Towarzystwa Turystyczno-Krajoznawczego (PTTK). 
W 1935 skończył szkołę powszechną. W 1937 zaczął pracę w zakładach metalowych i jednocześnie uczęszczał do wieczorowej szkoły zawodowej.
W czasie hitlerowskiej okupacji był wysłany na roboty przymusowe do Niemiec (1940 i 1943). Podczas drugiego pobytu uciekł,  dostał się do Włoch i tam pracował przy pracach ziemnych. Do Polski wrócił w 1944, ale do Pabianic dopiero w styczniu 1945, po ich wyzwoleniu. Od razu rozpoczął pracę w Zakładach Przemysłu Bawełnianego "Pamotex" jako ślusarz, później był mistrzem brygad remontowych, i tam pracował aż do śmierci. 
Do PTTK wstąpił w 1958. Zdobył uprawnienia przewodnika turystycznego oraz przodownika Turystyki Pieszej i Turystyki Górskiej. 
Był organizatorem wycieczek i imprez turystycznych w swoim zakładzie pracy. Ściśle współpracował z pracownikami i działaczami Oddziału PTTK w Pabianicach w organizacji wycieczek, rajdów i innych imprez turystycznych. Swoją wiedzą dzielił się z innymi, szkolił w Oddziale działaczy i kadrę przewodnicką oraz pilotów. 
W 1962 założył Koło PTTK w ZPB "Pamotex" i aż do chwili śmierci był jego przewodniczącym. 
Od 1964 był członkiem Zarządu Oddziału PTTK w Pabianicach, później sekretarzem, a od roku 1966 wiceprezesem Zarządu Oddziału. 
Był odznaczany odznaczeniami resortowymi, związkowymi oraz PTTK-owskimi. 
Zmarł nagle w 1972. Spoczywa na starym cmentarzu w Pabianicach.